# Tiếng Assam
Tiếng Assam hay tiếng Asamiya (tiếng Assam: অসমীয়া, Ôxômiya, phát âm [ɔˈxɔmija] ⓘ) là một ngôn ngữ Ấn-Arya miền đông chủ yếu nói tại bang Assam, nơi nó là một ngôn ngữ chính thức. Đây là bản ngữ của khoảng 13 triệu người, và là lingua franca trong khu vực. Nó cũng được nói tại Arunachal Pradesh và những bang miền Đông Bắc Ấn Độ khác. Naga, một ngôn ngữ Creole dựa trên tiếng Assam được sử dụng rộng rãi tại Nagaland và một phần Assam. Nefa là một pidgin dựa trên tiếng Assam, hiện diện tại Arunachal Pradesh.
Như những ngôn ngữ Đông Ấn-Arya khác, tiếng Assam đã phát triển từ ít nhất trước thế kỷ 7 từ Magadhi Prakrit, một thứ ngôn ngữ xuất phát từ những phương ngữ tương tự, nhưng có phần cổ hơn, tiếng Phạn Veda. Những ngôn ngữ gần gũi với tiếng Assam là tiếng Bengal, tiếng Odia, tiếng Maithil, tiếng Chittagon, tiếng Sylhet, tiếng Angika và các ngôn ngữ Bihar.
Chữ viết tiêu chuẩn hiện tại chữ Assam giống hệt với chữ Bengal, ngoại trừ hai chữ cái, ৰ (ro) và ৱ (vo); và chữ cái ক্ষ (khya) đã tách thành phụ âm riêng với chất lượng ngữ âm riêng trong khi trong bảng chữ cái tiếng Bengal, nó là một liên hợp của hai chữ cái.

## Phân bố địa lý
Tiếng Assam là ngôn ngữ bản địa tại thung lũng Assam (gồm Thượng Assam và Hạ Assam của bang Assam). Nó cũng được nói tại bang Arunachal Pradesh và Nagaland. Cũng có những cộng đồng nói tiếng Assam đáng kể tại Úc, Dubai, Vương quốc Liên hiệp Anh và Bắc Ireland, Canada và Hoa Kỳ.

### Tình trạng chính thức
Tiếng Assam là ngôn ngữ chính thức của Assam và là một trong 23 ngôn ngữ được công nhận chính thức của Cộng hòa Ấn Độ.

## Ngữ âm
Hệ thống ngữ âm tiếng Assam gồm tám nguyên âm, mười nguyên âm đôi và hai mươi mốt phụ âm.
|          | Trước     | Trước     | Trước | Giữa      | Giữa      | Giữa | Sau       | Sau       | Sau |
| IPA      | Chuyển tự | Chữ Assam | IPA   | Chuyển tự | Chữ Assam | IPA  | Chuyển tự | Chữ Assam |     |
| -------- | --------- | --------- | ----- | --------- | --------- | ---- | --------- | --------- | --- |
| Đóng     | i         | i         | ই/ঈ   |           |           |      | u         | u         | উ/ঊ |
| Gần đóng |           |           |       |           |           |      | ʊ         | û         | ও   |
| Nữa đóng | e         | e         | এ'    |           |           |      | o         | o         | অ'  |
| Nữa mở   | ɛ         | ê         | এ     |           |           |      | ɔ         | ô         | অ   |
| Mở       |           |           |       | a         | a         | আ    |           |           |     |

|          |           | Môi       | Môi | Môi       | Chân răng | Chân răng | Chân răng | Ngạc mềm  | Ngạc mềm | Ngạc mềm  | Thanh hầu | Thanh hầu | Thanh hầu |
| IPA      | Chuyển tự | Chữ Assam | IPA | Chuyển tự | Chữ Assam | IPA       | Chuyển tự | Chữ Assam | IPA      | Chuyển tự | Chữ Assam |           |           |
| -------- | --------- | --------- | --- | --------- | --------- | --------- | --------- | --------- | -------- | --------- | --------- | --------- | --------- |
| Mũi      | Mũi       | m         | m   | ম         | n         | n         | ন/ণ       | ŋ         | ng       | ঙ/ং        |           |           |           |
| Tắc      | vô thanh  | p         | p   | প         | t         | t         | ত/ট       | k         | k        | ক         |           |           |           |
| Tắc      | bật hơi   | pʰ        | ph  | ফ         | tʰ        | th        | থ/ঠ       | kʰ        | kh       | খ         |           |           |           |
| Tắc      | hữu thanh | b         | b   | ব         | d         | d         | দ/ড       | ɡ         | g        | গ         |           |           |           |
| Tắc      | âm thở    | bʱ        | bh  | ভ         | dʱ        | dh        | ধ/ঢ       | ɡʱ        | gh       | ঘ         |           |           |           |
| Xát      | vô thanh  |           |     |           | s         | s         | চ/ছ       | x         | x        | শ/ষ/স     | ɦ         | h         | হ         |
| Xát      | hữu thanh |           |     |           | z         | z         | জ/ঝ/য     |           |          |           |           |           |           |
| Tiếp cận | Tiếp cận  | w         | w   | ৱ         | l, ɹ      | l, r      | ল, ৰ      |           |          |           |           |           |           |

## Unicode
Chữ viết tiêu chuẩn hiện tại chữ Assam chung bảng Unicode với chữ Bengal, dải mã U+0980–U+09FF.
| Bảng Unicode chữ Bengal Official Unicode Consortium code chart Version 13.0 |   |   |   |   |   |   |   |   |   |   |   |   |   |   |   |   |
|                                                                             | 0 | 1 | 2 | 3 | 4 | 5 | 6 | 7 | 8 | 9 | A | B | C | D | E | F |
| U+098x                                                                      | ঀ | ঁ  | ং  | ঃ  |   | অ | আ | ই | ঈ | উ | ঊ | ঋ | ঌ |   |   | এ |
| U+099x                                                                      | ঐ |   |   | ও | ঔ | ক | খ | গ | ঘ | ঙ | চ | ছ | জ | ঝ | ঞ | ট |
| U+09Ax                                                                      | ঠ | ড | ঢ | ণ | ত | থ | দ | ধ | ন |   | প | ফ | ব | ভ | ম | য |
| U+09Bx                                                                      | র |   | ল |   |   |   | শ | ষ | স | হ |   |   | ়  | ঽ | া  | ি  |
| U+09Cx                                                                      | ী  | ু  | ূ  | ৃ  | ৄ  |   |   | ে  | ৈ  |   |   | ো  | ৌ  | ্  | ৎ |   |
| U+09Dx                                                                      |   |   |   |   |   |   |   | ৗ  |   |   |   |   | ড় | ঢ় |   | য় |
| U+09Ex                                                                      | ৠ | ৡ | ৢ  | ৣ  |   |   | ০ | ১ | ২ | ৩ | ৪ | ৫ | ৬ | ৭ | ৮ | ৯ |
| U+09Fx                                                                      | ৰ | ৱ | ৲ | ৳ | ৴ | ৵ | ৶ | ৷ | ৸ | ৹ | ৺ | ৻ | ৼ | ৽ | ৾  |   |